# محمد الزواوي (فنان)
محمد محمد الزواوي الترهوني  فنان ساخر ورسام كاريكاتوري ليبي.

## حياته
ولد بضواحي بنغازي سنة 1936. درس بمدرسة الأبيار الداخلية حتى الرابعة الابتدائية. لظروف عائلية اضطر لترك الدراسة وعمل كرسام بالقسم السمعي والبصري التابع للمصالح المشتركة النقطة الرابعة الأمريكية..
في عام 1963 انتدب للعمل في مجلة الإذاعة بطرابلس كمخرج صحفي ورسام وعلى صفحاتها خطّ أول لوحة ساخرة، ثم انتقل لمجلة المرأة كمخرج ورسام إلى جانب نشر رسومه في معظم الصحف التي كانت تصدر بالبلاد وإلى جانب التزامه اليومي بنشر رسومه بصحيفة الثورة بعد بعد الانقلاب العسكري الذي قاده معمر القذافي سنة 1969 ثم عمل كرسام بصحيفة الأسبوع السياسي، ثم بصحيفة الجماهيرية وصحيفة الزحف الأخضر.
الفنان نشر رسومه في عدد من الصحف الليبية كان اخرها في جريدة «الصباح أويا» الأسبوعية، والتي اوقفتها اللجان الشعبية الليبية بسبب انتقاده للنظام السياسي نهاية عام 2010، ثم صدرت لاحقاً برئيس تحرير جديد في نسخة أعتبرت حينها نسخة مزورة، ما لبث الفنان أن توقف عن النشر فيها لاحقاً.خاض تجربة الرسوم المتحركة ونفذ أعمالا في هذا الميدان مدتها أكثر من 50 دقيقة.
أقام العديد من المعارض المحلية والخارجية.
تميز الزواوي في شغله الاجتماعي بالتقاط ملامح الشخصية الليبية الشعبية الساذجة وشحنها بنقده الخاص لنمط تفكيرها. ويقول عنه الناقد غسان الامام في جريدة الشرق الأوسط " الرسام الليبى محمد الزواوى الذي لايملك رسام عربى آخر قدرته الفنية في اتقان التفاصيل، وأحسب أنه متأثر بالمدرسة الكاريكاتيرية الاميركية حيث يتمتع الرسام بوقت كاف لرسم لوحة واحدة متكاملة في الاسبوع.
في سبعينيات القرن المنصرم كانت للزواوي أعمال رائعة في مجال القصة المصورة، هاهو يزين مجلة الأمل للأطفال بمسلسل البطل الصغير: قصة فتى ليبي صغير يحمل رسالة لعمر المختار ويتعرض في طريقه لمخاطر قمع الجند الإيطالي. تلاها بمسلسل اخر وهو بضربة واحدة قتل سبعة، مسلسل ضاحك أبدعه الزواوي بمزيج من الموهبة والاحتراف وعطاء شبابه.

## وفاته
توفي يوم الأحد الموافق 5 يونيو عام 2011 فنان الكاريكاتير الليبي الكبير محمد الزواوي في العاصمة الليبية طرابلس، عن عمر يناهز ال 76 عام.
الوفاة حدثت نتيجة جلطة في القلب عندما كان الفنان يخط خطوطه الأولى لرسمه الذي لم يكمله، مما أدى إلى سقوطه عن كرسيه، ووفاته، حيث كان الفنان الراحل في صحة جيدة قبل وفاته المفاجئة، كما أفاد أحد أبناءه.